# Жубатурова, Рахима Тулегеновна
Рахима Тулегеновна Жубатурова (каз. Жұбатырова Рахима Төлегенқызы; род. 15 марта 1943, Андижан, УзССР, СССР) — советская и казахстанская певица. Народный артист Казахской ССР (1982; с 1978 заслуженная артистка), профессор (2001).

## Биография
В 1970 году окончила Алматинскую консерваторию.
С 1975 года — солистка Казахского академического театра оперы и балета.
С 1995 года преподаёт в Казахской национальной консерватории.
В репертуаре партии Сары («Биржан и Сара» М.Тулебаева), Даны («Ер Таргын» Е. Г. Брусиловского), Гульбаршин, Камар («Алпамыс» и «Камар сулу» Е.Рахмадиева), Татьяны, Иоланты («Евгений Онегин» и «Иоланта» П. И. Чайковского), Марфы («Царская невестка» Н. А. Римского-Корсакова), Аиды, Амелии («Аида» и «Бал-маскарад» Дж. Верди), Марии Стюарт (в одноимённой опере С.Слонимского), Маргариты («Фауст» Ш.Гуно), Тоски, Чио-Чио-сан (в одноимённых операх Дж. Пуччини) и др.